# Кристина Елизабет Албертина фон Анхалт-Бернбург
Кристина Елизабет Албертина фон Анхалт-Бернбург (на немски: Christine Elisabeth Albertine von Anhalt-Bernburg; * 14 ноември 1746 в Бернбург; † 18 май 1823 в Козвиг) от род Аскани е принцеса от Анхалт-Бернбург и чрез женитба принцеса на Шварцбург-Зондерсхаузен (1762 – 1806).
Тя е дъщеря на княз Виктор Фридрих II фон Анхалт-Бернбург (1700 – 1765) и втората му съпруга маркграфиня Албертина фон Бранденбург-Швет (1712 – 1750).
Кристина се омъжва на 27 април 1762 г. в Бернбург за принц Август II фон Шварцбург-Зондерсхаузен (1738 – 1806).
Нейната сестра Шарлота Вилхелмина се омъжва на 4 февруари 1760 г. за неговия брат княз Христиан Гюнтер III.

## Деца
Кристина и принц Август II фон Шварцбург-Зондерсхаузен имат децата:
- Фридрих Христиан Карл Алберт (1763 – 1791), женен на 11 април 1790 г. за племенницата му принцеса Фридерика фон Шварцбург-Зондерсхаузен (1762 – 1801)
- Катарина Кристиана Вилхелмина (1764 – 1775)
- Албертина Шарлота Августа (1768 – 1849), омъжена на 12 септември 1784 г. за княз Георг I фон Валдек-Пирмонт (1747 – 1813)
- Вилхелм Лудвиг Гюнтер (1770 – 1807)
- Алексиус Карл Август (1773 – 1777)
- Фридерика Албертина Йохана Елизабет (1774 – 1806), омъжена на 31 май 1796 г. за княз Фридрих Карл фон Сайн-Витгенщайн-Хоенщайн